# 122 f.Kr.

## Händelser

### Efter plats

#### Romerska republiken
- Marcus Fulvius Flaccus och Gaius Gracchus blir tribuner och inför en rad radikala reformer i Rom.
- Squillace blir romersk koloni.